# Addison (Vermont)
Addison város az USA Vermont államában, Addison megyében. Lakosainak száma 1365 fő (2020. április 1.).

## Népesség
A település népességének változása:
| Lakosok száma | 401  | 1210 | 1229 | 911  | 900  | 743  | 576  | 717  | 1023 | 1365 |
|               | 1790 | 1820 | 1840 | 1870 | 1890 | 1920 | 1940 | 1970 | 1990 | 2020 |